# Ferking
Ferking fue un semi-legendario caudillo vikingo de Noruega en el siglo VII. Según las sagas nórdicas gobernó el sector occidental de la isla de Karmøy. El nombre Ferking probablemente deriva del apodo Farthegn, que significa «caballero viajero» o «mercante viajero».
La leyenda fue compilada por primera vez de manos del historiador islandés,  Thormodus Torfæus en su Historia Rerum Norvegicarum, hacia 1700. Según la obra el rey Ferking vivió en Ferkingstad, donde edificó muchas casas de piedra. Los salones eran enormes donde celebraban banquetes de más de 500-600 personas y bailaban en honor de un becerro de oro a quien el rey adoraba fervientemente. Para evitar que el ídolo fuera robado, el rey lo enterró en algún lugar de su isla. Otra leyenda menciona que el lugar donde estaba enterrado el becerro de oro estuvo marcado en un mapa que fue destruido cuando se quemó la vicaría de Falnes en 1842.
Ferking luchó contra el rey Augvald por la soberanía de Karmøy. Augvald visitó Ferkingstad para un banquete y sacrificio ritual acompañado de sus dos hijas que eran afamadas guerreras skjøldmøy. Los dos reyes tuvieron una refriega y como resultado Augvald reunió a sus hombres y regresó a su reino, las hijas se quedaron prisioneras en Ferkingstad. A partir de entonces los dos reyes se juraron mutua enemistad.
Ferking decidió desplazarse hacia el norte con su ejército, pero no llegó más allá de Skeie, donde Augvald le estaba esperando. La última batalla entre los dos reyes tuvo lugar en un campo a 500 metros de Stava, Ferkingstad; fue una feroz batalla donde murieron muchos hombres y el rey Augvald fue mortalmente herido. Cuando sus hijas guerreras vieron morir a su padre, saltaron al río y murieron ahogadas. 
Las leyendas no hablan de la muerte del rey Farking, pero se da por buena la versión que fue enterrado en un montículo de Kvilhaug, no muy lejos de su reino. Su fortaleza, (Kongsborgen),  fue quemada hasta los cimientos durante el siglo VII.